# Samtgemeinde Land Hadeln
De Samtgemeinde Land Hadeln is een samtgemeinde in de Duitse deelstaat Nedersaksen. De gemeente ligt in het Landkreis Cuxhaven. De samtgemeinde is op 1 januari 2011 ontstaan door de fusie van de Samtgemeinde Hadeln en de Samtgemeinde Sietland. In 2016 is het gemeenteverband uitgebreid met de voormalige Samtgemeinde Am Dobrock. De naam van de samtgemeinde verwijst naar het historische Land Hadeln.
Het gemeentebestuur is gevestigd in het stadje Otterndorf.

## Samenstelling en ligging

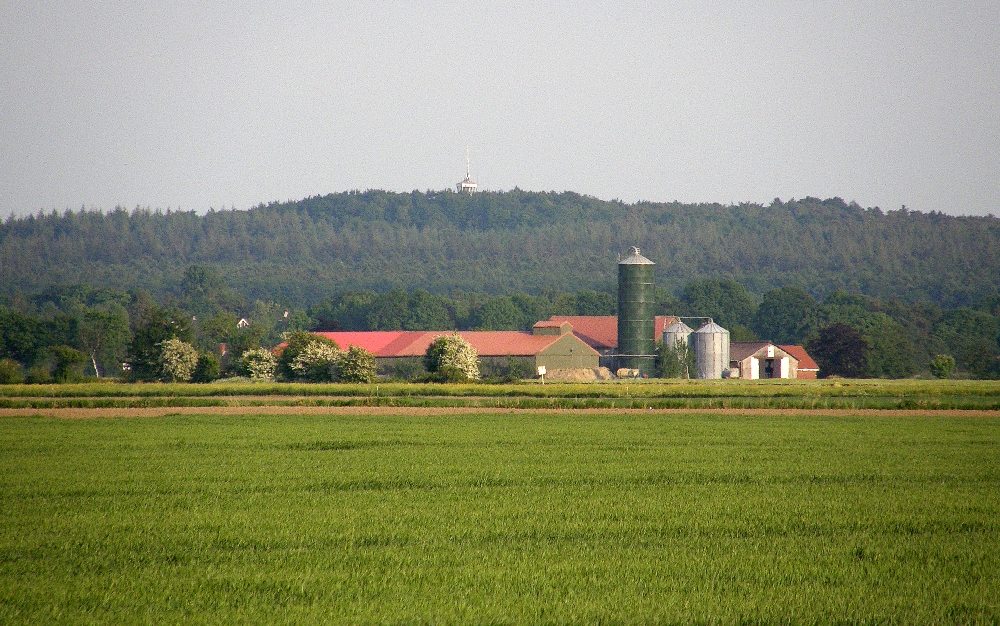
De heuvelrug  de Wingst, met op de achtergrond de uitzichttoren Deutscher Olymp
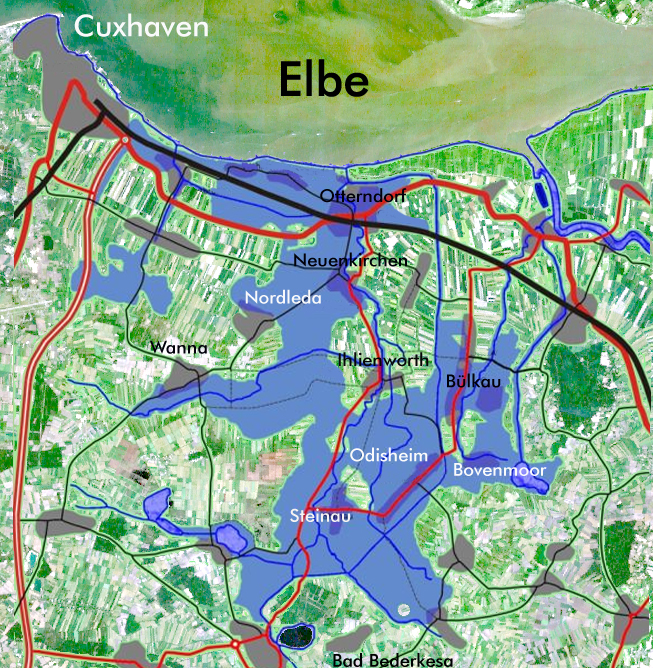
Potentieel overstromingsgebied; rechtsboven de Oste, daaronder Cadenberge en Wingst. Links de A 27 (rood-witte lijn).

De gemeente ligt ten oosten van Cuxhaven op de zuidoever van de Elbe. 
In het algemeen is het landschap in de gemeente vlak polder- en veenland. Een uitzondering is het zuidoostelijke gedeelte van de gemeente, dat uit een beboste, tot 73 meter hoge heuvelrug bestaat; deze heet de Wingst. Ook één van de deelgemeentes in de Samtgemeinde heet zo. Op deze heuvelrug is in 1860 een monumentaal uitzichtpunt gebouwd, met uitzichttoren en restaurant, de Deutsche Olymp. De naam hiervan was geïnspireerd door de berg Olympus, in de Griekse mythologie de woonplaats van de goden.
Een gedeelte van de gemeente bestaat uit zogenaamd Sietland. Dat is door inklinking zeer laag (veelal beneden de zeespiegel) gelegen, verzakt en dus extra door overstroming bedreigd veenland. Als de waterkering Glameyer-Stack bij Otterndorf doorbreekt, zoals in de periode t/m 1925 meermalen gebeurd is, komt het wel voor, dat het waterpeil tot 4½ meter boven zeeniveau stijgt. Het op bovenstaand kaartje blauw gemarkeerde potentiële overstromingsgebied loopt dan onder water. Om dit risico te beperken is na de stormvloed van 1962 een stormvloedkering bij de monding  van de Oste in de Elbe gebouwd. Ook is het uit 1928 daterende gemaal op de Oste bij Ihlienworth gemoderniseerd.

### Indeling van de Samtgemeinde
De samenwerkende gemeenten zijn: 
- Belum
- Bülkau
- Cadenberge
- Ihlienworth
- Neuenkirchen
- Neuhaus
- Nordleda
- Oberndorf
- Odisheim
- Osterbruch
- Otterndorf (bestuurszetel)
- Steinau
- Wanna en
- Wingst, op en rondom de gelijknamige heuvelrug.

De gemeente Geversdorf uit Samtgemeinde Am Dobrock is tegelijkertijd met de fusie tussen de gemeenteverbanden opgeheven en toegevoegd aan Cadenberge.

### Bevolkingsstatistiek
Bron: www.samtgemeinde-land-hadeln.de/verwaltung-rat/mitgliedsgemeinden/land-hadeln.html Webpagina gemeentewebsite, zie onderaan de pagina; peildatum: 30 november 2024.
Respectievelijk: naam van de deelgemeente; oppervlakte in km2; aantal inwoners.
- Belum;	25,72;	776
- Bülkau;	23,22;	835
- Cadenberge;	30,98;	4152
- Ihlienworth;	40,29;	1527
- Neuenkirchen;	19,65;	1370
- Flecken Neuhaus (Oste);	9,86;	1096
- Nordleda;	21,29;	975
- Oberndorf;	32,71;	1378
- Odisheim;	13,50;	474
- Osterbruch;	10,21;	471
- Otterndorf;	33,54;	7676
- Steinau;	36,07;	802
- Wanna;	53,93;	2266
- Wingst;	55,62;	3400.

## Verkeer

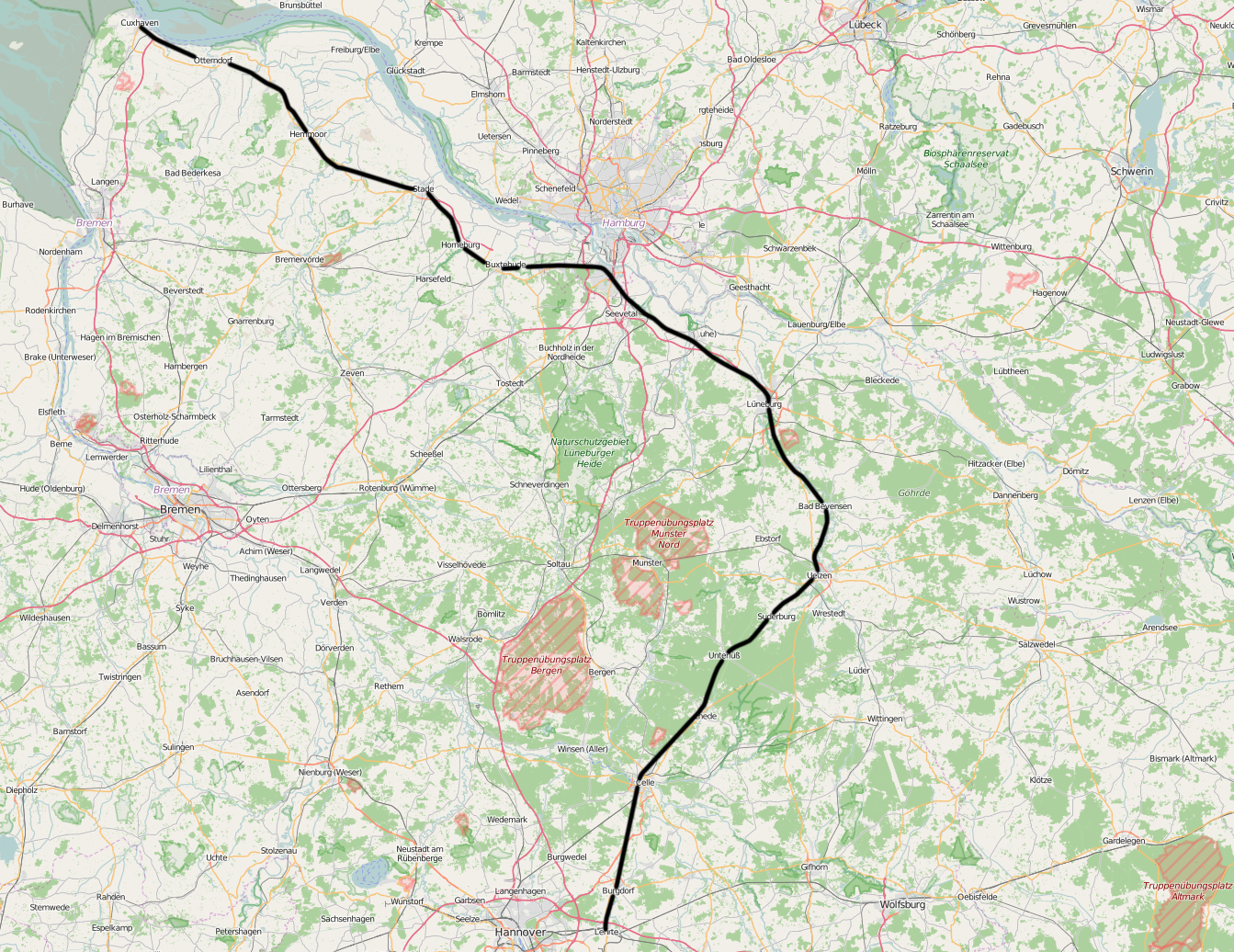
Trajectkaart spoorlijn Cuxhaven-HH Harburg-Lehrte
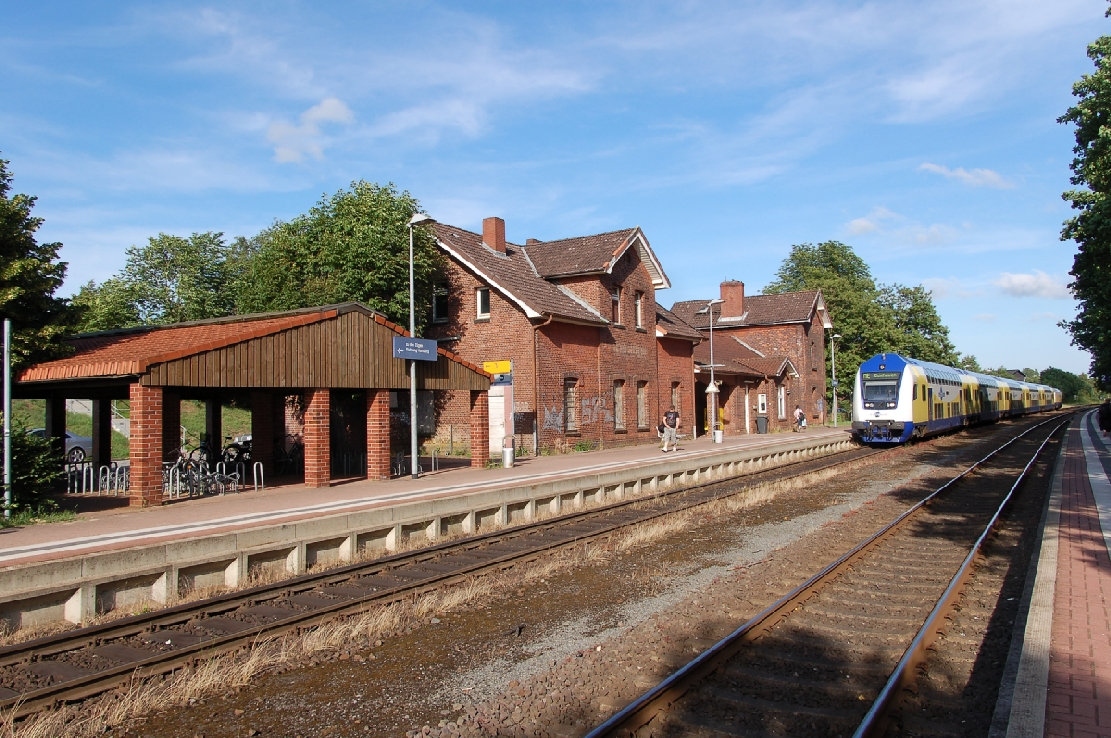
Station Cadenberge (2011)
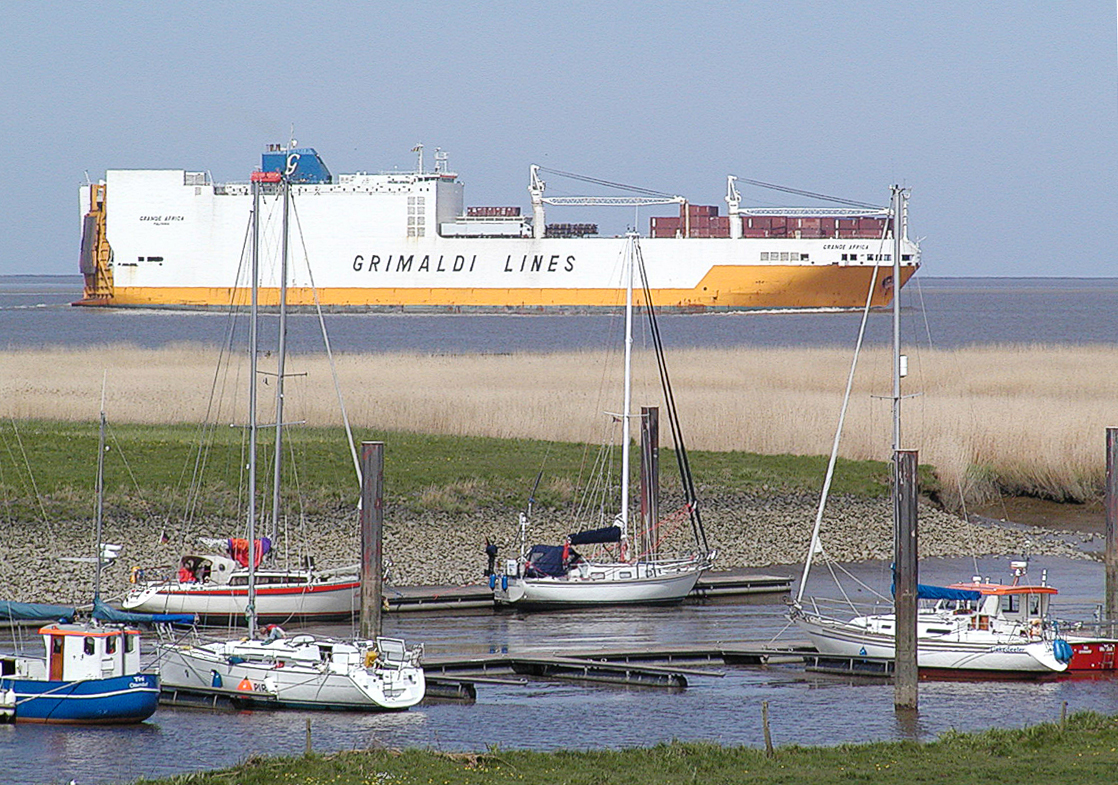
Haven van Otterndorf

Station Otterndorf ligt aan de spoorlijn Cuxhaven -Hamburg-Harburg. Bijna 12, respectievelijk 16 km verderop richting Hamburg hebben ook Cadenberge en Wingst stopplaatsen aan deze lijn. Door de gemeente loopt als belangrijkste verkeersader de Bundesstraße 73. 
Ottendorf had in het verleden aan de Elbe een haven voor de vrachtscheepvaart en de visserij. In 1999 werd besloten, deze sterk door aanslibbing verzande haven niet verder te onderhouden, op een kleine faciliteit voor de pleziervaart na.

## Geschiedenis; bezienswaardigheden
Zie: Land Hadeln, en de artikelen van de afzonderlijke deelgemeenten. 